# Evropska zajednica za ugalj i čelik
Evropska zajednica za ugalj i čelik (fr. Communauté Européenne du Charbon et de l'acier) je preteča Evropske unije, a nastala je na temelju plana Roberta Šumana u sklopu kojeg je 1950. godine predloženo stvaranje ovlašćenja nad industrijom uglja i čelika posleratne Francuske i Nemačke, te drugih država koje su htele da im se priključe. Namera je između ostalo bila da se spreči budući rat između Francuske i Nemačke. Šuman je izjavio je da mu je bio cilj da „učini rat ne samo nezamislivim, već i materijalno nemogućim” što se trebalo postići regionalnom integracijom, od čega je EZUČ bila prvi korak. Ugovor bi stvorio zajedničko tržište uglja i čelika među državama članicama, što bi neutraliziralo konkurenciju među evropskim državama oko prirodnih bogatstava, posebno oko Rura.
Potpisivanjem Ugovora o Evropskoj zajednici za ugalj i čelik, 18. aprila 1951. godine u Parizu, Belgija, Holandija, Luksemburg, Italija, Nemačka i Francuska uspostavile su zajednički okvir za dogovore o proizvodnji i distribuciji uglja i čelika, te autonomni sistem institucija koji će time da upravljaju narednih 50 godina. Prema tom Ugovoru taj rok je istekao 23. jula 2002, čime je ova zajednica prestala da postoji. Iako je ova zajednica bila ograničena na samo dve industrijske grane, njeno je postojanje imalo značajan uticaj na privredni i politički razvoj u Evropi u drugoj polovini 20. veka.
Zajednicom su upravljale četiri institucije: Visoko telo Evropske zajednice za ugalj i čelik koju čine nezavisno imenovani članovi, Zajednička skupština u koju ulaze zastupnici nacionalnih parlamenata, Specijalno veće koje čine ministri država članica i Sud pravde. Ta su tela danas postala osnovne institucije Evropske unije: Evropska komisija, Evropski parlament, Evropsko veće i Evropski sud.
EZUČ je bila temelj kasnijim zajednicama uspostavljenih potpisivanjem Rimskih ugovora 1957: Evropskoj ekonomskoj zajednici i Evropskoj zajednici za atomsku energiju, s kojima je delila svoje članstvo i neke institucije. Ugovorom o spajanju potpisanim u Briselu 1967, sve institucije EZUČ-a spojile su se u Evropsku ekonomsku zajednicu, ali je EZUČ zadržala svoju nezavisnu pravnu osobnost. Godine 2002. Pariski ugovor je istekao, EZUČ je prestala da postoji u bilo kojem obliku, a njene je aktivnosti u potpunosti preuzela Evropska unija u okviru Amsterdamskog ugovora i Ugovora iz Nice.

## Istorija
Kao francuski premijer i ministar spoljnih poslova, Šuman je odigrao značajnu ulogu u odvraćanju francuske spoljne politike od golističke doktrine stalne okupacije ili kontrole delova nemačke teritorije, poput Rura ili Sarlanda. Uprkos oštrom protivljenju ultranacionalista, gaulista i komunista, francuska skupština je izglasala brojne rezolucije u korist Šumanove nove politike integracije Nemačke u zajednicu, što je kao posledicu imalo promenjenu ulogu Međunarodne uprave za Rur.

### Šumanova deklaracija
Šumanova deklaracija od 9. maja 1950. (koju su Evropske zajednice 1985. proglasile „Danom Evrope”) usledila je nakon dva sastanka Vlade, od tada je predlog postao službena politika francuske vlade. Francuska je tako bila prva vlada koja je pristala da preda deo suvereniteta jednoj nadnacionalnoj zajednici. Ta se odluka temeljila na tekstu, koji je napisao i uredio Šumanov prijatelj i kolega, pravnik u francuskom Ministarstvu spoljnih poslova, Pol Reuter uz pomoć ekonomista Žana Moneta i Šumanovog direktora kabineta, Bernarda Klapiera. On je izneo plan za formiranje Evropske zajednice koja će ujediniti proizvodnju i tržište uglja i čelika zemalja članica i stvoriti prvo evropsko zajedničko tržište.
Šuman je predložio da se „francusko-nemačka proizvodnja uglja i čelika u celini stavi pod kontrolu zajedničkog visokog tela, u okviru organizacije otvorene pridruživanju drugih zemalja Evrope”. Takav čin imao je cilj da se potakne ekonomski rast i učvrstiti mir između istorijskih neprijatelja Francuske i Nemačke. Ugalj i čelik bili su vitalni resursi potrebni svakoj zemlji za vođenje rata, te je udruživanje tih resursa između dva takva neprijatelja bilo mnogo više od puke simbolike.
Ovu odluku francuske vlade Šuman je video kao prvi primer stvaranja demokratske nadnacionalne zajednice, novi razvojni korak u svetskoj istoriji.
Šumanova deklaracija koja je stvorila EZUČ imala je više ciljeva:
- Rođenje ujedinjene Evrope.
- Onemogućavanje rata između država članica.
- Razvoj mira u svetu.
- Preobraženje Evrope u procesu „korak po korak” (izgradnjom kroz sektorske nadnacionalne zajednice), koje bi ultimatno dovelo do demokratskog ujedinjenja Evrope, ujedinivši dva politička bloka razdvojena željeznom zavesom.
- Stvaranje prve svetske nadnacionalne institucije.
- Stvaranje prve svetske međunarodne agencije za borbu protiv kartela.
- Stvaranje zajedničkog tržišta među zemljama članicama.
- Revitalizacija čitave evropske privrede sličnim procesima unutar zajednice, počevši od sektora uglja i čelika.
- Razvoj svetske privrede i privrede zemalja u razvoju, poput onih u Africi.[6]

Prva je namera bila da se spreči budući rat između Francuske i Nemačke i drugih država neutraliziranjem temeljnog uzroka rata. Evropska zajednica za ugalj i čelik je prvenstveno zamišljena s francuskim i nemačkim odnosima na umu: „Okupljanje evropskih nacija zahteva uklanjanje vekovne suprotnosti Francuske i Nemačke. Sve preduzete radnje moraju se pre svega odnositi na ove dve zemlje." Budući da su industrija uglja i čelika ključna za ratnu privredu (proizvodnja oružja i municije), Šuman je verovao da bi ujedinjavanjem ove dve industrije u Francuskoj i Nemačkoj pod inovativnim nadnacionalnim sistemom koji je uključivao i evropsku agenciju za borbu protiv kartela, „rat postao ne samo nezamisliv nego i materijalno nemoguć". Šuman je imao još jedan cilj: „S povećanim resursima na raspolaganju, Evropa će moći da nastavi ostvarivanje jednog od svojih bitnih zadataka: razvoja afričkog kontinenta.” Industrijski karteli nastojali su da nametnu „restriktivne prakse” na nacionalnim tržištima, dok bi EZUČ osigurala povećanje proizvodnje neophodne za francuske ambicije u Africi.

### Politički pritisci
U Zapadnoj Nemačkoj Šuman je negovao bliske odnose s novom generacijom posleratnih demokratskih političara. Karl Arnold je bio predsednik Severne Rajne-Vestfalije, države u kojoj se nalazi Rur i koja nosi većinu  proizvodnje uglja i čelika i u početku je bio portparol nemačkog ministarstva spoljašnjih poslova. On je održao niz govora zalažući se za nadnacionalnu zajednicu uglja i čelika u isto vreme kada je Robert Šuman 1948. i 1949. predložio formiranje te zajednice. Socijaldemokratska stranka Nemačke (SPD) na čelu s Kurtom Šumaherom odlučila je da se usprotivi se Šumanovom planu uprkos podršci sindikata i drugih socijalista u Evropi. Osim njegovog ličnog nepoverenja naspram Francuske, protivljenja kapitalizmu i protivljenja Konradu Adenaueru, Šumaher je tvrdio da bi usredotočenost na integraciju u „malu Evropu šest zemalja” nadjačala glavni cilj SPD-a, a to je ponovno ujedinjenje Nemačke, te bi osnažila ultranacionalističke i komunističke pokrete u demokratskim zemljama. Takođe je mislio da će EZUČ okončati svaku nadu za nacionalizaciju industrije čelika i zacementirati stanje Evrope kao prostora „kartela, klerika i konzervativaca”. Mlađi članovi stranke poput Karla Šmida bili su, međutim, skloni stvaranju takve zajednice i ukazali su na dugu socijalističku tradiciju podrške nadnacionalnim integracijama.
U Francuskoj je Šuman dobio snažnu političku i intelektualnu podršku svih delova nacije i mnogih nekomunističkih stranaka. Među njima su se istaknuli ministar Andre Filip, predsednik Odbora za spoljašnje odnose, Edouard Bonefous i bivši premijer Paul Rejnod. Planovi za stvaranje nadnacionalnog autoriteta za ugalj i čelik i druge nadnacionalne zajednice formulisani su u specijalizovanim pododborima Veća Evrope u razdoblju pre nego što je to postala politika francuske vlade. Šarl de Gol, koji tada nije bio na vlasti, bio je rani pobornik „veza” između privreda pod francuskim uslovima, a 1945. je govorio o stvaranju „evropske konfederacije” koja će iskoristiti resurse Rura. Međutim, usprotivio se EZUČ-u kao lažnom udruživanju („le pool, ce faux semblant”), jer ga je smatrao nezadovoljavajućim „komadnim pristupom” evropskom jedinstvu i zato što je smatrao da je francuska vlada „preslaba” da bi dominirala EZUČ-om onako kako je on smatrao ispravnim. De Gol je takođe smatrao da EZUČ nema dovoljno nadnacionalnih ovlaštenja, jer Grupa nije ratifikovana na evropskom referendumu, te nije prihvatio tvrdnju Rejmonda Arona da je EZUČ zamišljen kao pomak od dominacije Sjedinjenih Američkih Država. Stoga su de Gol i njegovi sledbenici glasali protiv ratifikacije u donjem domu francuskog parlamenta.
Uprkos tim napadima i napada s ekstremne levice, EZUČ je naišao na značajnu podršku javnosti i utemeljen je 1951. godine. Zajednica za ugalj i čelik je dobila značajnu većinu glasova u svih jedanaest domova parlamenata šestorke, te podršku udruga i evropskog javnog mnjenja. Godine 1950. mnogi su mislili da je novi rat neizbežan. Međutim, ekonomski interesi tržišta čelika i uglja bili su snažno protiv mogućih novih sukoba. Veće Evrope, stvoreno predlogom prve Šumanove vlade u maju 1948, pridonelo je u artikulisanju želja evropskog javnog mnjenja i dalo ideji Zajednice pozitivnu podršku.
Britanski premijer Klement Atli usprotivio se pridruživanju Ujedinjenog Kraljevstva predloženoj Evropskoj zajednici za ugalj i čelik, rekavši da „ne bi prihvatio da se [britanska] privreda preda u ruke vlasti koja je krajnje nedemokratska i nikome nije odgovorna”.

## Literatura
- Grin, Gilles (2003). The Battle of the Single European Market: Achievements and Economic Thought, 1945–2000. Kegan Paul. ISBN 978-0-7103-0938-9.
- Hitchcock, William I. (1998). France Restored: Cold War Diplomacy and the Quest for Leadership in Europe, 1944–1954. University of North Carolina Press. ISBN 0-8078-4747-X.
- Maas, Willem (2007). Creating European Citizens. Rowman & Littlefield. ISBN 978-0-7425-5485-6.
- Schuman or Monnet? The real Architect of Europe. Robert Schuman's speeches and texts on the origin, purpose and future of Europe. Bron. ISBN 0-9527276-4-1.

## Spoljašnje veze
- Documents of the European Coal and Steel Community are consultable at the Historical Archives of the EU in Florence
- Treaty constituting the European Coal and Steel Community, CVCE
- Schuman info
- The institutions of the European Coal and Steel Community, CVCE
- France, Germany and the Struggle for the War-making Natural Resources of the Rhineland, American University
- Ruhr Delegation of the United States of America, Council of Foreign Ministers American Embassy Moscow, 24 March 1947 Архивирано на веб-сајту  (10. мај 2018), Truman Library